# Список акронімів української мови (В)
Список акронімів української мови, які починаються з літери «В»:
- ВААРТ — Високоактивна антиретровірусна терапія
- ВАДА — Всесвітнє антидопінгове агентство
- ВАК — Великий адронний колайдер
- ВАК — Вища атестаційна комісія
- ВАКСУ — Вищий антикорупційний суд України
- ВАПЛІТЕ — Вільна академія пролетарської літератури
- ВАР — Векторна авторегресія
- ВАСГНІЛ — Всесоюзна академія сільськогосподарських наук імені Леніна
- ВАСУ — Вищий адміністративний суд України
- ВАТ — Відкрите акціонерне товариство
- ВАЦ — Вірменська апостольська церква
- ВБРСВ — Відділ боротьби з розкраданням соціалістичної власності
- ВВ — Виробничі відносини
- ВВ — Внутрішні війська
- ВВ — Воплі Відоплясова, український рок-гурт
- ВВ МВС — Внутрішні війська МВС України
- ВВВ — Велика Вітчизняна війна
- ВВВС — Висококонцентрована водовугільна суспензія
- ВВЕР — Водно-водяний енергетичний реактор
- ВВНЗ — Вищий військовий навчальний заклад
- ВВП — Валовий внутрішній продукт
- ВГСУ — Вищий господарський суд України
- ВДНГ — Виставка досягнень народного господарства
- ВДП — Вільна демократична партія
- ВДТРК — Всеросійська державна телевізійна і радіомовна компанія
- ВЕЗ — Вільна економічна зона
- ВЕС — Вітрова електростанція
- ВЕФ — Всесвітній економічний форум
- ВІА — Вокально-інструментальний ансамбль
- ВІЛ — Вірус імунодефіциту людини
- ВІМП (англ. WIMP: Weakly Interacting Massive Particle) — Слабко взаємодіючі масивні частинки
- ВК (рос. ВКонтакте) — російська соціальна мережа
- ВКВС — Воєнна колегія Верховного суду СРСР
- ВККС — Вища кваліфікаційна комісія суддів України
- ВКЛ — Велике князівство Литовське
- ВКМ — Велике князівство Московське
- ВКП(б) — Всесоюзна комуністична партія (більшовиків)
- ВКР — Велике князівство Руське
- ВЛЗ — Вікі любить Землю
- ВЛКСМ — Всесоюзний Ленінський комуністичний союз молоді
- ВЛП — Вікі любить пам'ятки
- ВМБ — Військово-морська база
- ВМІ — Внутрішньо-маткова інсемінація
- ВМП — Вентилятори місцевого провітрювання
- ВМРО — Внутрішня македонська революційна організація
- ВМС — Військово-морські сили
- ВМС ЗСУ — Військово-Морські Сили Збройних сил України
- ВМУА — Вікімедіа Україна
- ВМФ — Військово-морський флот
- ВМХ — Велика Магелланова Хмара
- ВНЗ — Вищий навчальний заклад
- ВНК — Водонафтовий контакт
- ВНП — Валовий національний продукт
- В. О. — Виконувач обов'язків
- ВО — Військовий округ
- ВО — Всеукраїнське об'єднання
- ВОДА — Вінницька обласна державна адміністрація
- ВОДА — Волинська обласна державна адміністрація
- ВОІВ — Всесвітня організація інтелектуальної власності
- ВООЗ — Всесвітня організація охорони здоров'я
- ВОС — Військово-облікова спеціальність
- ВОСР — Всесвітня організація скаутського руху
- ВП — Ввідний пристрій
- ВП — Вікіпедія
- ВПК — Військово-промисловий комплекс
- ВПН (англ. VPN: Virtual Private Network) — віртуальна приватна мережа
- ВПО — Внутрішньо переміщені особи
- ВПП — Всесвітня продовольча програма
- ВПС — Військово-повітряні сили
- ВПШ — Вища партійна школа
- ВР — Вибухові речовини
- ВР — Віртуальна реальність
- ВР АРК — Верховна Рада Автономної Республіки Крим
- ВР СРСР — Верховна рада СРСР
- ВР УРСР — Верховна Рада УРСР
- ВРЕ — Велика радянська енциклопедія
- ВРНГ — Вища рада народного господарства
- ВРП — Ввідно-розподільний пристрій
- ВРУ — Верховна Рада України
- ВРХ — Велика рогата худоба
- ВРЦ — Всесвітня рада церков
- ВСА — Вільна сирійська армія
- ВСА — Внутрішня сонна артерія
- ВСГ — Великокаліберна снайперська гвинтівка
- ВСД — Вегето-судинна дистонія
- ВСІС — Всесвітній саміт з питань інформаційного суспільства
- ВСП — Військова служба правопорядку
- ВССУ — Вищий спеціалізований суд України з розгляду цивільних і кримінальних справ
- ВСУ — Верховний Суд України
- ВСУЗД — Внутрішньосудинне ультразвукове дослідження
- ВТТ — Виправно-трудовий табір
- ВТФ — Велика теорема Ферма
- ВУЕ — Велика українська енциклопедія
- ВУНК — Всеукраїнська надзвичайна комісія
- ВУЦВК — Всеукраїнський центральний виконавчий комітет
- ВУЦПК — Всеукраїнський центральний повстанський комітет
- ВХА — Всесвітня хокейна асоціація
- ВХЛ — Вища хокейна ліга
- ВЦА — Військово-цивільна адміністрація
- ВЦИОМ (рос. Всероссийский центр изучения общественного мнения) — Всеросійський центр вивчення громадської думки
- ВЦРПС — Всесоюзна центральна рада професійних спілок
- ВЧ — Військова частина
- ВЧК (рос. Всероссийская чрезвычайная комиссия) — Всеросійська надзвичайна комісія з боротьби з контрреволюцією і саботажем при РНК РРФСР